# Connoquenessing, Pennsylvania
Connoquenessing, Pennsylvania (енгл. Connoquenessing) град је у америчкој савезној држави Пенсилванија.

## Демографија
По попису из 2010. године број становника је 528, што је 36 (-6,4%) становника мање него 2000. године.
| Група             | 2000.       | 2010.       |
| Белци             | 552 (97,9%) | 521 (98,7%) |
| Афроамериканци    | 1 (0,2%)    | 0 (0,0%)    |
| Азијати           | 0 (0,0%)    | 3 (0,6%)    |
| Хиспаноамериканци | 8 (1,4%)    | 0 (0,0%)    |
| Укупно            | 564         | 528         |